# Have You Ever?
A Have You Ever? Brandy amerikai énekesnő harmadik kislemeze második, Never Say Never című stúdióalbumáról. A dalt Diane Warren írta.
„Ez volt az első alkalom, hogy olyan producerrel dolgozhattam, mint David Foster” – mondta Brandy egy 2005-ös interjúban. „A hangom nem volt még elég fejlett, a dalnak pedig olyan hangokra lett volna szüksége, amit a producerek pénzcsináló hangoknak neveznek – annak a fajtának, ami a slágerlisták élére röpít! Nagyon ideges voltam, de jól sikerült.”
Ez volt Brandy első szólófelvétele, ami az amerikai Billboard Hot 100 slágerlista élére került. 1999. január 16. és január 23. közt vezette a listát, R. Kelly és Celine Dion I'm Your Angel című duettjét szorította le az első helyről, ahol Britney Spears első dala, a …Baby One More Time váltotta a következő héten. Az USA-ban platinalemez. Listavezető lett Új-Zélandon és a top 30-ba került több más országban is.
2007-ben az ír Westlife feldolgozta a dalt Back Home című albumán.

## Számlista
1. Have You Ever (Radio Version) – 3:32
2. Have You Ever (Album Version) – 4:28
3. Happy (Album Version) – 4:32

## Helyezések
| Slágerlista (1998)                          | Legmagasabb helyezés |
| ------------------------------------------- | -------------------- |
| USA Billboard Hot 100                       | 1                    |
| USA Billboard Hot R&B/Hip-Hop Singles       | 2                    |
| USA Billboard Hot Adult Contemporary Tracks | 25                   |
| Ausztrál ARIA kislemezlista                 | 8                    |
| Brit kislemezlista                          | 13                   |
| Francia kislemezlista                       | 85                   |
| Ír kislemezlista                            | 25                   |
| Kanadai kislemezlista                       | 20                   |
| Német kislemezlista                         | 58                   |
| Svéd kislemezlista                          | 57                   |
| Új-zélandi RIANZ kislemezlista              | 1                    |
| Nemzetközi egyesített slágerlista           | 9                    |